# Montigny-l'Allier
Montigny-l'Allier è un comune francese di 272 abitanti situato nel dipartimento dell'Aisne della regione dell'Alta Francia.

## Società

### Evoluzione demografica
Abitanti censiti